# Mlýn v Dolní Bělé
Mlýn v Dolní Bělé (Válcové mlýny Josefa Pioreckýho) je vodní mlýn, který stojí na potoce Bělá.

## Historie
Vodní mlýn je zaznamenán při dražbě roku 1881 s odhadní cenou 9.671 zlatých. Mlynářem zde byl František Piorecký a před 2. světovou válkou jeho syn Josef Piorecký.
Roku 1953 byl znárodněn; o 11 let později mlynář zemřel a mlýn se odstavil. Po roce 1990 jej v restituci získal syn posledního mlynáře Stanislav Piorecký.

## Popis
Mlýn měl pohon turbínou a elektromotorem. Původní zařízení se dochovalo, ale je nefunkční.